# Phthorarcha
Phthorarcha is een geslacht van vlinders van de familie spanners (Geometridae), uit de onderfamilie Oenochrominae.

## Soorten
- P. primigena Staudinger, 1895
- P. zabolne Inoue, 1941